# Margaretha Haverman
Margaretha Haverman (Breda, c. 1693 - París, después de 1739) fue una pintora neerlandesa especializada en bodegones de flores del siglo XVIII.

## Biografía
Era hija de Daniël Haverman, capitán del ejército danés que se estableció en Ámsterdam para trabajar como director de una escuela.
En la biografía de Jan van Huysum escrita por Jan van Gool, la única mujer mencionada es Haverman, que van Gool afirmaba le había sido permitido convertirse en la única alumna de van Huysum.  Más tarde, van Huysum, creyó que el ser su alumna lo había conseguido de manera fraudulenta tomándole como su padre en vez de su maestro y «hablándole dulcemente». Haverman se convirtió en una vergüenza para van Huysum cuando fue admitida en la prestigiosa Real Academia de Pintura y Escultura en 1722, porque ella empezó a vender sus trabajos y él estaba muy a la defensiva de su propia imagen pública y temía que las buenas copias de su alumna podrían desacreditarlo.
Se conocen dos pinturas de flores realizadas por ella, una el Jarrón con flores está en el Museo Metropolitano de Arte y la otra Bodegón de flores con mariposa y otros insectos en el Galería Nacional de Dinamarca.
Margaretha Haverman contrajo matrimonio el 25 de julio de 1721 con el arquitecto Jacques de Mondoteguy en Ámsterdam, con quien se trasladó a París, donde fue aceptada como miembro de la Academia en el año próximo. En 1723 fue expulsada después de las afirmaciones de que su trabajo de aceptación fue hecho en realidad por su maestro anterior van Huysum.